# Kirche von Sundre

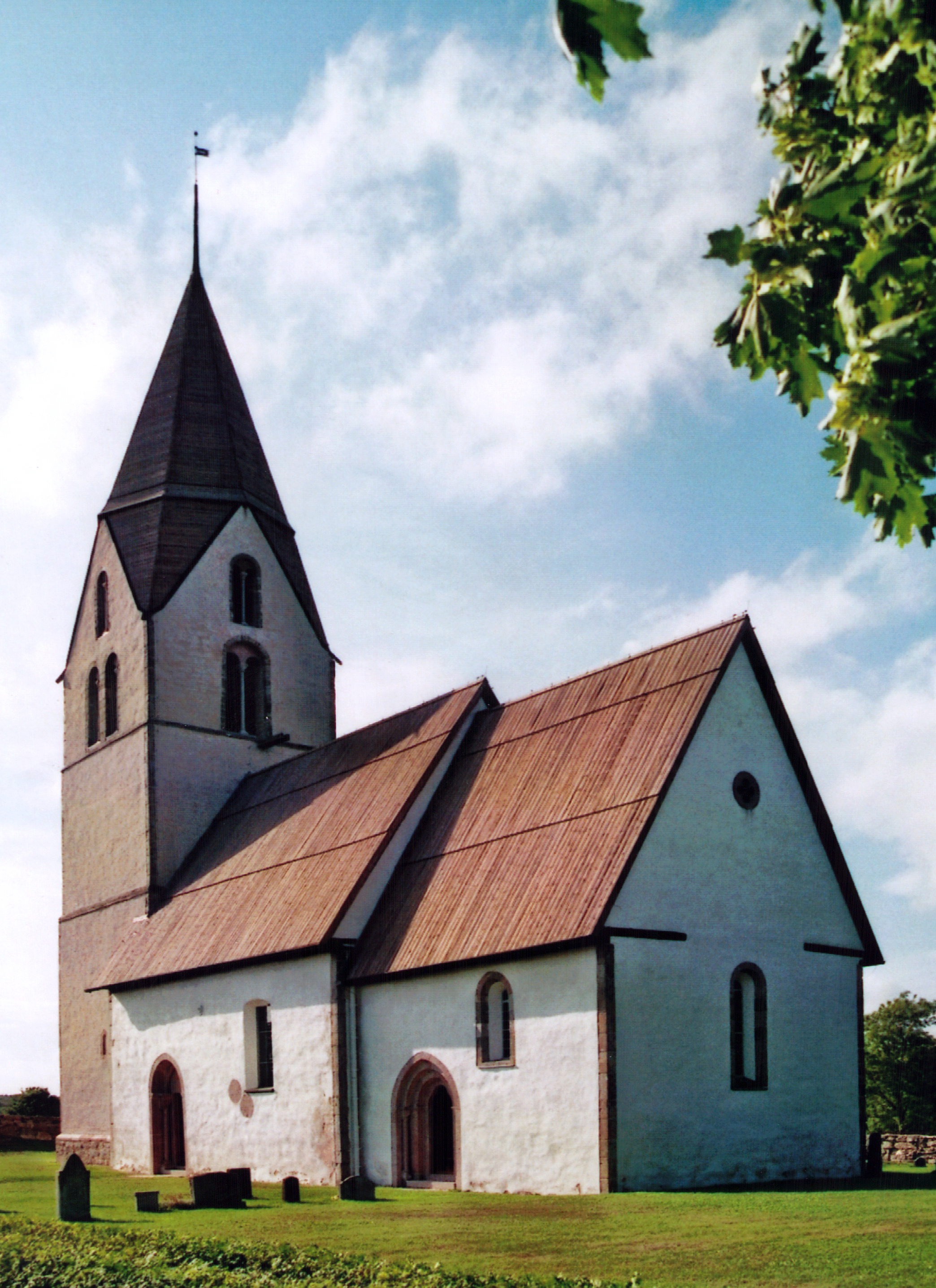
Kirche von Sundre, von Südwesten

Die Kirche von Sundre (schwedisch Sundre kyrka) ist eine romanische Landkirche auf der schwedischen Ostseeinsel Gotland. Sie liegt nahe der Südküste in dem als Sudret bezeichneten südlichen Drittel der Insel. Aufgrund der exponierten Lage wurde im 12. Jahrhundert in unmittelbarer Nähe der heutigen Kirche ein steinerner Wehrturm (kastal) errichtet. Südwestlich der Kirche sind außerdem die Ruinen eines mittelalterlichen Pfarrhofs dokumentiert.

## Baugeschichte
Das Langhaus und der etwas schmalere, gerade abschließende Chor wurden zum Beginn des 13. Jahrhunderts ohne Sockel errichtet, während der Turm einige Jahrzehnte später um das Jahr 1250 hinzukam. Das verwendete Baumaterial ist hauptsächlich Sandstein, jedoch wurde für die Portale der beständigere Kalkstein verwendet. Die Sakristei an der Nordseite des Chores kam erst in neuerer Zeit hinzu.

Kirche von Sundre
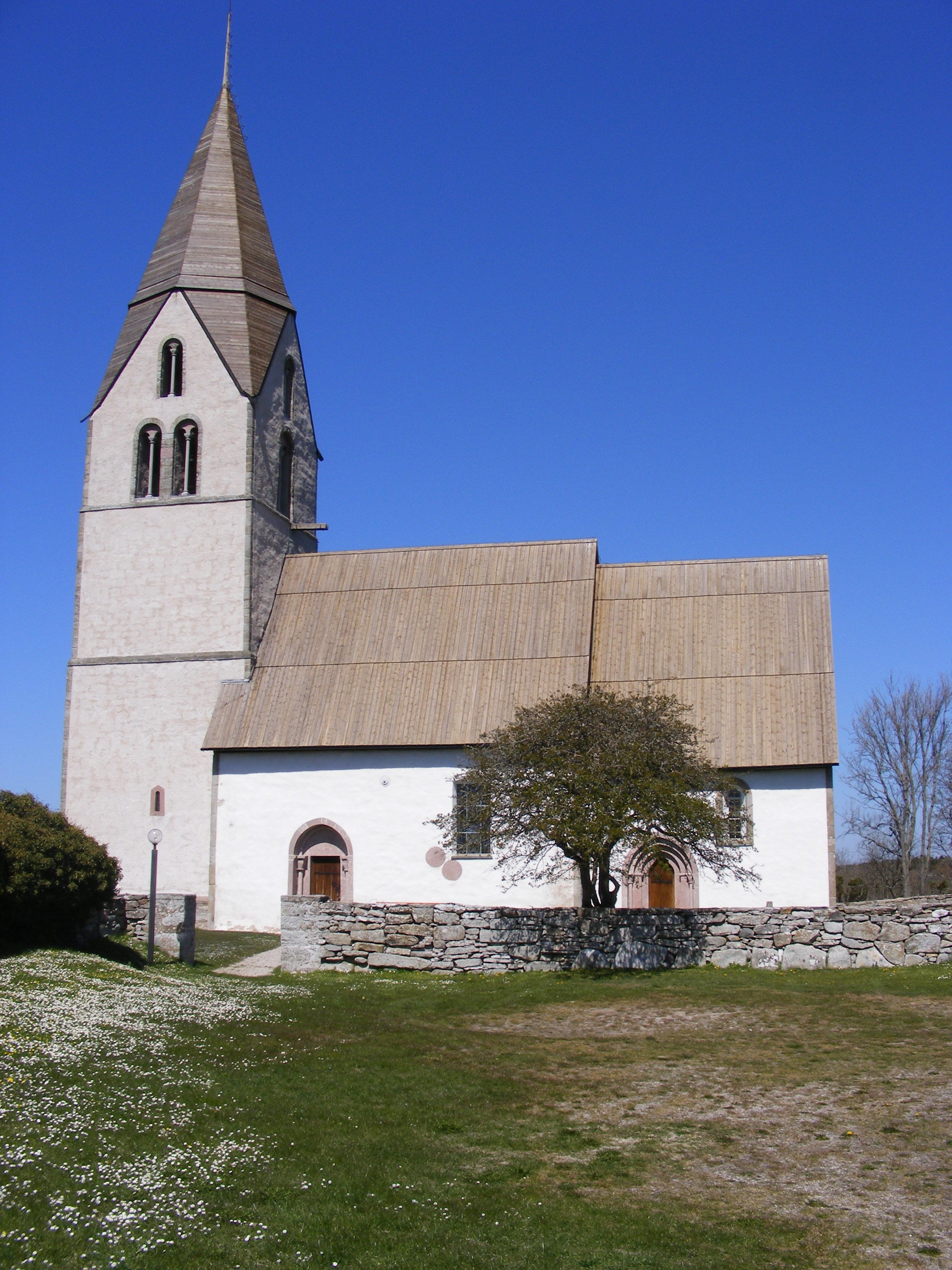
Kirche von Sundre, Blickrichtung Norden
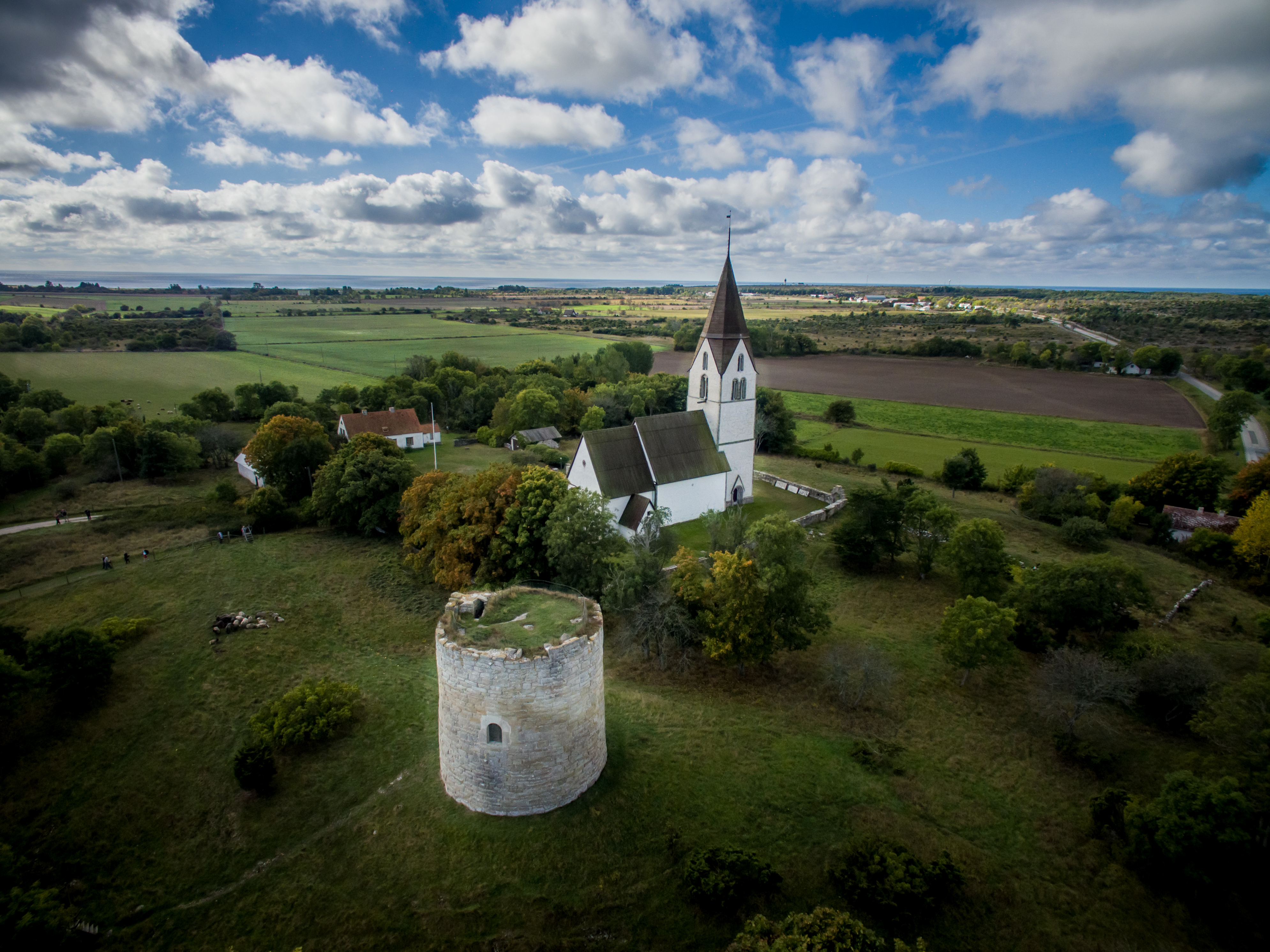
Kirche und Kastal
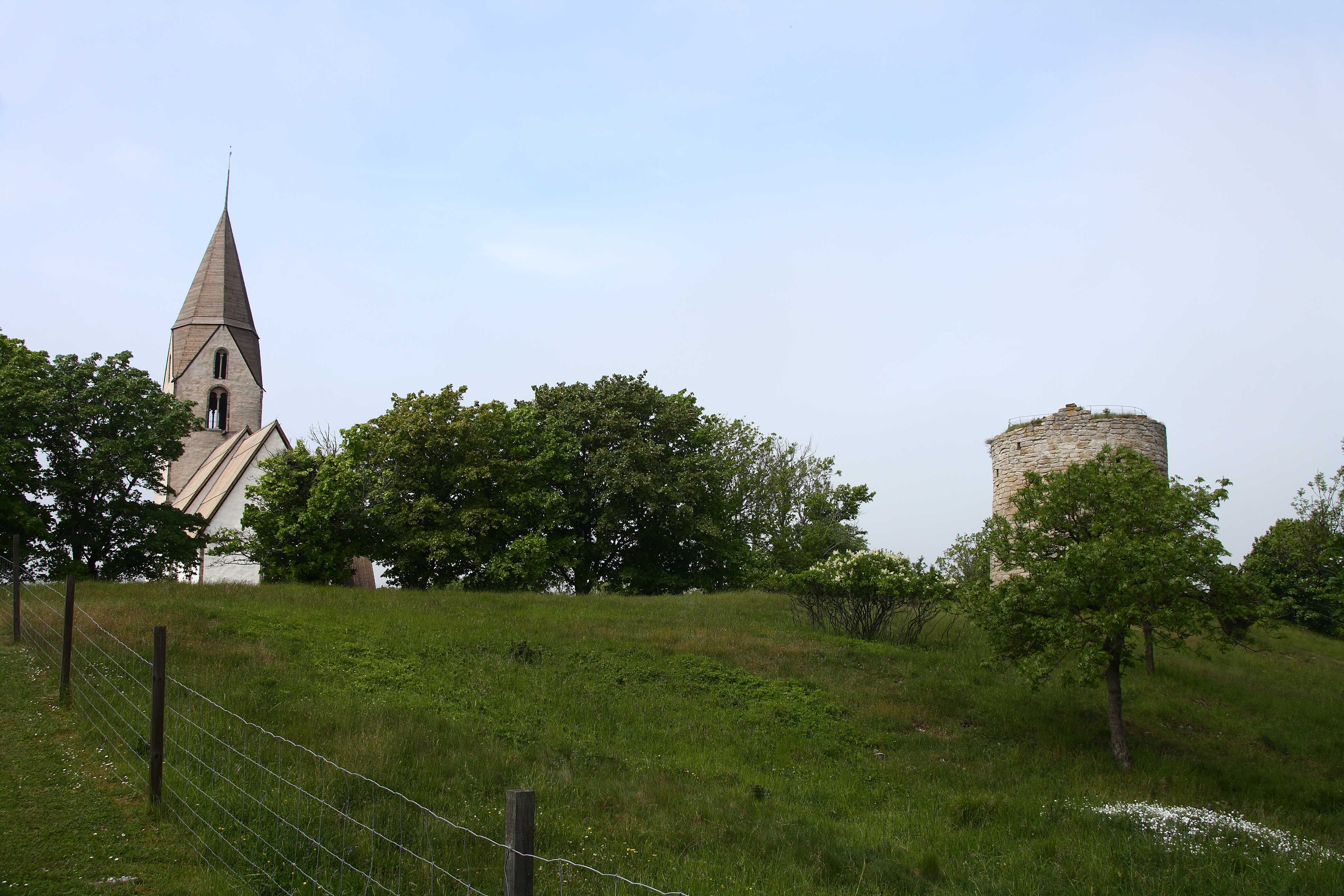
Kirche und Kastal
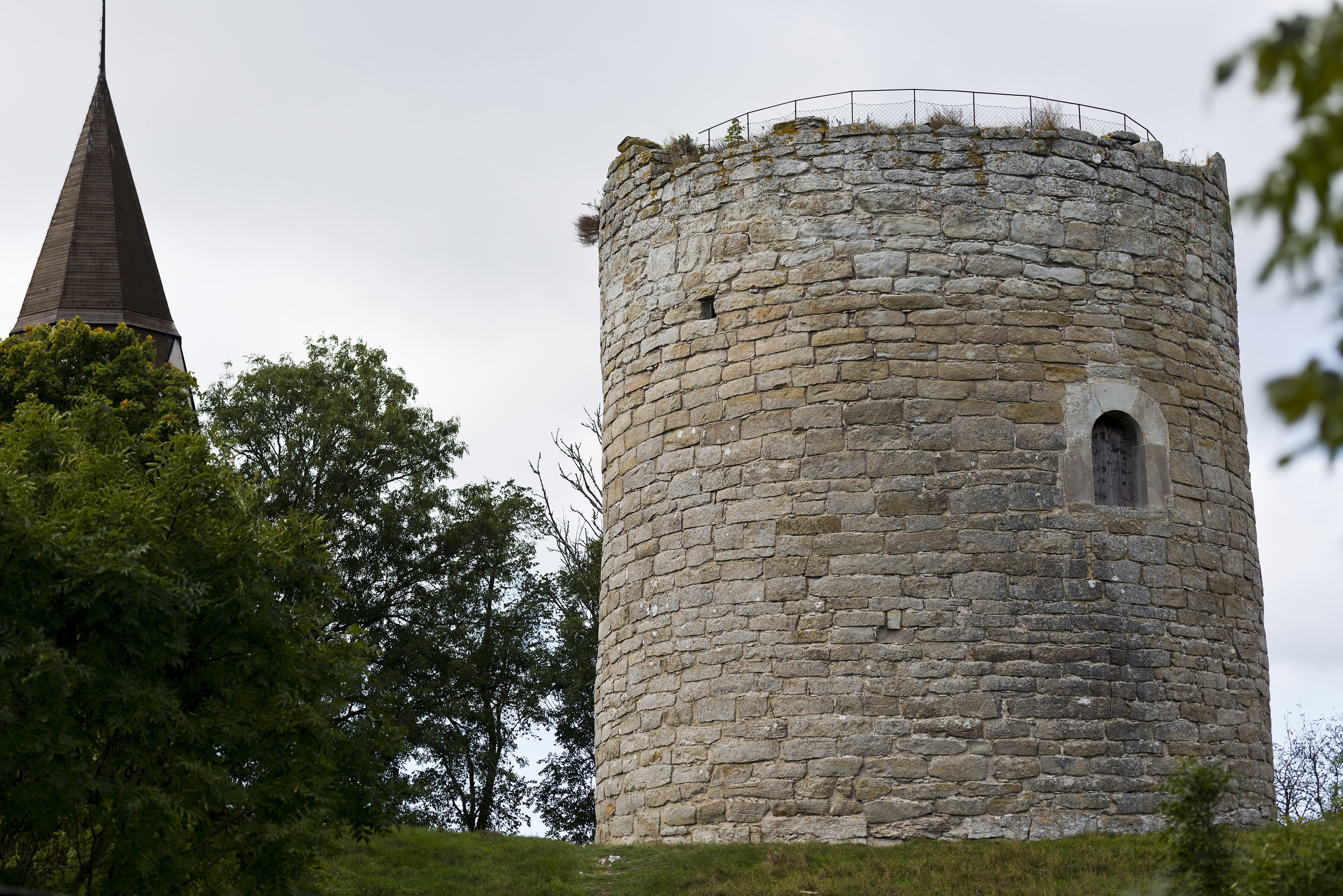
Kastal aus dem 12. Jahrhundert

Die Kirche besitzt insgesamt drei Eingänge: einen an der Nordseite des Turms sowie jeweils einen auf der Südseite des Langhauses und des Chores. Als Haupteingang wird der Eingang auf der Südseite des Langhauses genutzt. Von hier aus sind auch zwei kreisrunde Steine aus rotem Kalkstein im äußeren Mauerwerk sichtbar, die anscheinend für eine Säule gedacht waren, jedoch dann doch nicht benötigt wurden. Im Chor mit Kreuzgewölbe befinden sich vier Nischen, von denen eine noch ihre mittelalterliche Ausführung mit Holztüren mit Eisenbeschlag besitzt.
Bei der Renovierung in den Jahren 1969–1970 wurden im Chor Malereien aus dem 13. Jahrhundert sowie im Triumphbogen Malereien aus dem 17. Jahrhundert freigelegt. Außerdem wurde im Langhaus der Passionsfries aus dem 15. Jahrhundert freigelegt.
Die Kirche von Sundre ist mit denen von Eke und Dalhem eine der Kirchen, von deren hölzernen Vorgängerkirche 24 Bretter mit Malereienfragmenten erhalten sind, die dem russisch-byzantinischen Stil zugeordnet werden. Sie zeigen das Jüngste Gericht nach byzantinischem Muster und weisen Parallelen mit der Basilika Santa Maria Assunta in Torcello auf.

## Der Runenstein G 1
In der Kirche befindet sich der Runenstein G 1, den Rolaik (Roþlaikr) für seinen Bruder Rofinn (Roþfinn) errichtete. Der Name Roþfinn ist ansonsten unbekannt, aber der Name Roþlaikr ist auch vom Stein G 118 in der Kirche von Anga bekannt. Röþ- (ältere Form Hröþ-) als Präfix seiner männlichen Nachkommen ist auf vielen gotländischen Runensteinen enthalten: Roþviþr auf G 67 und G 103, Roþvisl auf G 134 und auf dem Bild der Sanda-Kirche, auf dem Pilgerstein, Roþfos auf G 134, Roþgair auf G 111 von Ardre, Rovvaldr (Roaldi) auf G 109, G 119 und anderen. Die weibliche Namensform Roþ-thiau auf G 111 und G 112 und Ropälf auf G 134.  Der Stein hat ein ungewöhnliches Ornament. Seine Mittelfläche ist ein stilisierter Baum, in dessen oberen Teil sich ein Löwe und ein Vogel gegenüber stehen. Die Steine G 2 und G 3 befinden sich ebenfalls in der Kirche.

## Umgebung
Der mittelalterliche Wehrturm besteht wie die Kirche aus behauenem Sandstein und wurde im 12. Jahrhundert errichtet. Ähnlich einigen anderen Kirchspielen an der Küste Gotlands diente er dem Schutz und der Verteidigung der Kirche und des umliegenden Kirchspiels. Der Turm misst zwischen 14 und 15 m im Durchmesser und seine Höhe variiert zwischen 12 und 14 m. Im oberen Teil sind die Reste von sechs oder sieben Schießscharten erhalten geblieben. An der nordöstlichen, der Kirche abgewandten Seite befindet sich auf sechs Meter Höhe ein Eingang, der wahrscheinlich mit dem ursprünglichen übereinstimmt.
Die Untersuchung der Fundamente des mittelalterlichen Pfarrhofs ergab, dass dieser im Erdgeschoss vier Räume besaß. Die Friedhofsmauer ist breit und kräftig und stammt überwiegend noch aus dem Mittelalter.